# 日本のハンセン病問題
日本のハンセン病問題（にほんのハンセンびょうもんだい）では、ハンセン病に関する日本および歴史的に日本に関係のある近隣諸国の歴史問題と現状の問題点について記載する。なお、ハンセン病に関連した人物・無癩県運動はその記事に分割する。

## 日本および関連諸国のハンセン病療養所

### 国立療養所
- 松丘保養園 - 青森県青森市
- 東北新生園 - 宮城県登米市
- 栗生楽泉園 - 群馬県吾妻郡草津町
- 多磨全生園 - 東京都東村山市
- 駿河療養所 - 静岡県御殿場市
- 長島愛生園 - 岡山県瀬戸内市
- 邑久光明園 - 岡山県瀬戸内市
- 大島青松園 - 香川県高松市
- 菊池恵楓園 - 熊本県合志市
- 星塚敬愛園 - 鹿児島県鹿屋市
- 奄美和光園 - 鹿児島県奄美市
- 沖縄愛楽園 - 沖縄県名護市
- 宮古南静園 - 沖縄県宮古島市

### 私立療養所
- 神山復生病院

### 過去の療養所
- 起廃病院 (1875-1907?)
- 養育院[1](の中の回春病室 1901-1904)
- 慰廃園[2][3](1894-1942)

- 回春病院(1895-1941)

- 待労院診療所(1898-2013)
- 身延深敬園(1906-1992)
- 外島保養院(1909-1934) 
  - 室戸台風の高潮により壊滅。患者は他の療養所に一時避難。開設された邑久光明園へ移動。
- 聖バルナバ医院(1918-1940)
- 鈴蘭園(1923-1931)
- 同康院(1939-1945) 満州
  - 奉天省鉄嶺県松山背（スザンペイ）に完成。翌年難波政士が院長に就任。1944年（昭和19年）には患者数は117名。1945年（昭和20年）のソ連参戦後、患者の消息は不明[4]。

### 現在外国の療養所または、一時存在した療養所
- 小鹿島更生園[5]（小鹿島慈恵医院　1916-) 韓国
- 楽生院(1930-) 台湾
  - Losheng Sanatorium 楽生園（英文）
  - 楽生療養院HP 中国語
- 日本の委任統治区の療養所(1920-45)[6]
- サイパン島 1920-1938
- ヤルートのエリ島　前記の療養所がここに統合された。1938
- パラオのコロール島　1931より: 1934年（昭和9年）の19名の患者の写真がこの文献にある。なおここは、南洋庁のあるコロール島の近くで、現在は無人島である。
- ヤップのピケル島 1932より: 1937年（昭和12年）の4つの療養所の患者数は68.

### 療養所に併設された刑務所

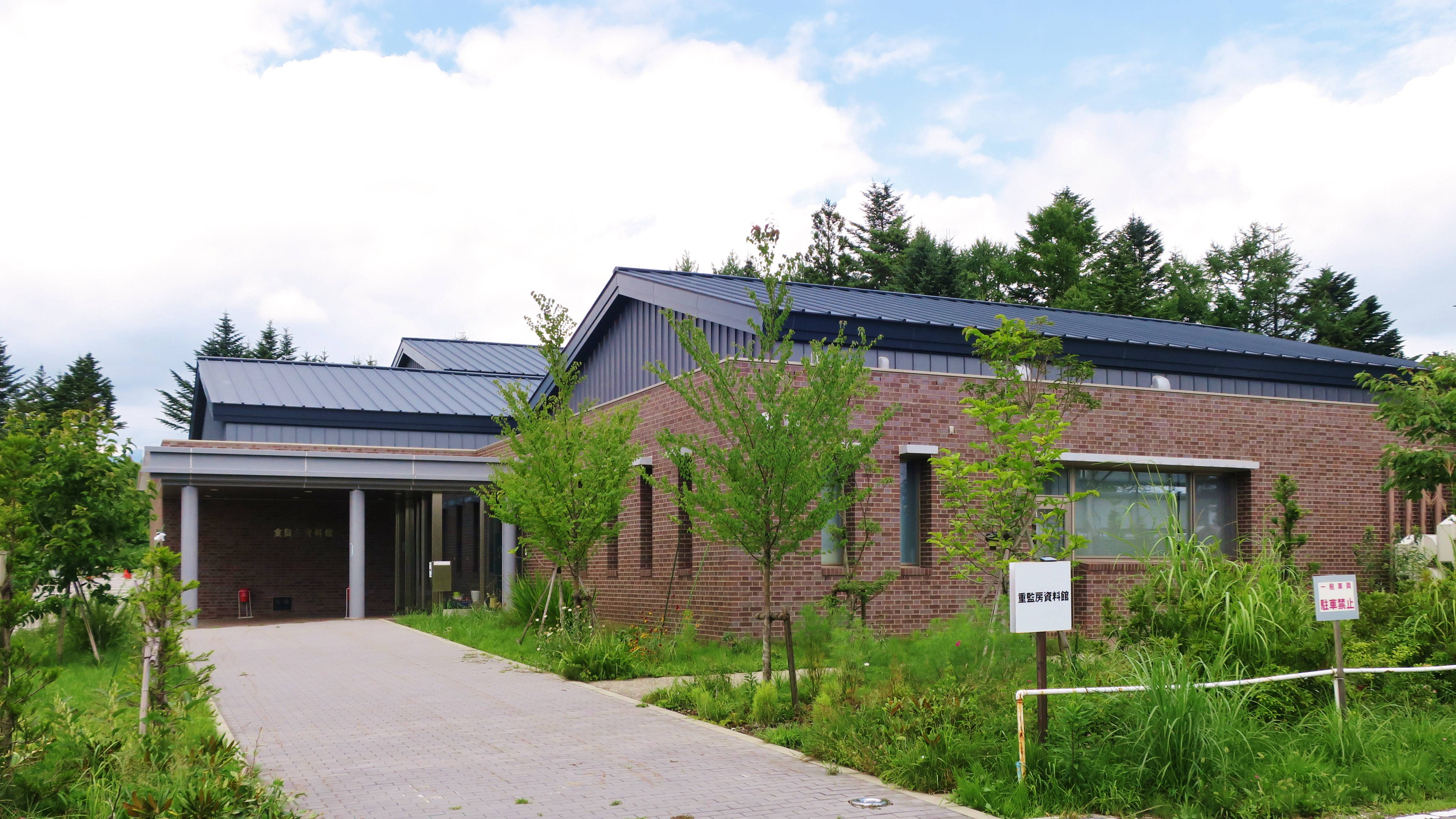
重監房資料館（群馬県草津町、栗生楽泉園内）

1947年（昭和22年）8月、ハンセン病患者にも参政権が認められたことに関連し、栗生楽泉園を訪れた日本共産党関係者が、懲戒検束規定に基づく重監房を発見した。その際22人が獄死していたことが明らかになった。
国会で論議となったが、責任者は見つからず、責任は問われなかった。悪質な患者の処分に困窮した療養所サイドが刑務所の建設を要求、また厚生省は代用監獄案を提出した。
その後、栗生で韓国朝鮮系の患者により3人が殺害されたことにより、刑務所の必要性が認められた。職員側も入所者も、その構想を肯定している。さらに藤本事件が発生し、菊池に刑務所を建設することとなった。そして1953年（昭和28年）に法務省管轄下の熊本刑務所菊池医療刑務支所ができた。
療養所入所者は、出所した患者を受け入れず、その後、様々な問題を残した。1982年に恵楓園付近に刑務所が新設されたが、らい予防法廃止時、機能が廃止された。なお、栗生の重監房については、再建しようという運動がある。

### ハンセン病療養所の入所者数・医師数・看護婦数
療養所の歴史に重要な関係がある各療養所の入所者数と医師数については、2001年（平成13年）2月1日時点で、国立の医療職（1）の医師の定員が149人に対して、現員は134人であった。現員の内訳として、所長が13人、副所長及び部課長は12人（定員は13人）、医長の現員は37人（定員は65人）、医師61人（定員は51人）、歯科医師11人（定員は7人）である。全体的に初期は医師が少なすぎる医療体制であり、戦争時は応召した医師もいて、更に少なくさせた。神谷美恵子の「遍歴」によると戦時下の1943年（昭和18年）時点での長島愛生園では入所者2千名に対して医師3名であり、少ない人数で対応せざるを得ない状況があった。
その後のことであるが、全国ハンセン病患者協議会（全患協）でも医師よこせ運動を行い、1953年（昭和28年）度であるが、100床あたり結核療養所の医師が2.65人、ハンセン病療養所は1.00人であったと記録されている。また看護婦数も少なく、病棟付添、不自由者付添、治療手伝という名目で、入所者に看護作業をさせていた。僻地、離島のハンセン病療養所であれば、医師がなかなか得られず、園長らが苦労していた。僻地離島でなくても、大きな療養所の医師の診療援助があった。
以前の医師は全科を診察することが要求されたが、戦後年月が経ち、専門医化が進行してきた。それで、療養所周辺の大学病院など公立病院、私立病院の専門医における診療援助や入院などが盛んになってきた。また
そして読売新聞の2021年5月17日の記事より、2021年5月時点で医師は112人、職員2,705人で療養所入所者の診察や介護に当たっているが、定員割れ状態が続いており、医師に関しては2001年の134人から22人減少している。定員割れの状態が生じる理由は、前述にあるように多くの療養所が交通に不便な土地柄である僻地離島にあるためである。
入所者数に関しては、2025年（令和7年）5月1日時点での入所者数は641人(私立を含む）と2022年（令和4年）以降は1,000人を切っている。ピーク時の1950年代には約1万2,000人が入所していた。
| 西暦年度 | 国立私立合計入所者数 |
| -------- | -------------------- |
| 1945     | 9,839                |
| 1950     | 10,464               |
| 1955     | 11,923               |
| 1960     | 11,930               |
| 1965     | 10,918               |
| 1970     | 9,844                |
| 1975     | 9,178                |
| 1980     | 8,509                |
| 1985     | 7,568                |
| 1990     | 6,595                |
| 1995     | 5,601                |
| 2000     | 4,595                |
| 2005     | 3,307                |
| 2010     | 2,442                |
| 2015     | 1,725                |
| 2020     | 1,094                |
| 2025     | 641                  |

| ハンセン病療養所名 | 入所者数(名) |
| ------------------ | ------------ |
| （国立療養所）     |              |
| 松丘保養園         | 38           |
| 東北新生園         | 23           |
| 栗生楽泉園         | 30           |
| 多磨全生園         | 85           |
| 駿河療養所         | 32           |
| 長島愛生園         | 70           |
| 邑久光明園         | 48           |
| 大島青松園         | 29           |
| 菊池恵楓園         | 114          |
| 星塚敬愛園         | 52           |
| 奄美和光園         | 9            |
| 沖縄愛楽園         | 76           |
| 宮古南静園         | 33           |
| 国立 計            | 639          |
| (私立療養所）      |              |
| 神山復生病院       | 2            |
| 総数               | 929          |

一つの療養所の例であるが、ここに長島愛生園の医師、看護婦、看護助手、入園者数の表を提示する。
| 西暦年度 | 医師 | 看護婦・士 | 看護助手 | 入園者数 |
| -------- | ---- | ---------- | -------- | -------- |
| 1931     | 3    | 13         | *        | 453      |
| 1935     | 7    | 21         | *        | 1143     |
| 1940     | 10   | 30         | 3        | 1533     |
| 1945     | 9    | 22         | 19       | 1478     |
| 1950     | 12   | 40         | *        | 1496     |
| 1955     | 15   | 67         | 45       | 1701     |
| 1960     | 12   | 82         | 30       | 1675     |
| 1965     | 13   | 65         | 71       | 1505     |
| 1970     | 12   | 83         | 149      | 1326     |
| 1975     | 12   | 60         | 145      | 1167     |
| 1980     | 13   | 85         | 137      | 1073     |
| 1985     | 13   | 94         | 142      | 955      |
| 1990     | 15   | 104        | 142      | 843      |
| 1995     | 14   | 118        | 142      | 705      |
| 2018     | 16   | *          | *        | 164      |

注　*は数字が入れられていない。

## ハンセン病と日本社会

### 日本のハンセン病問題と療養所
日本のハンセン病問題を論じるにあたって、世界のハンセン病政策との相違を研究する必要があろう。杉村春三は、「癩と社会福祉」という著書で、日本の癩事業の特徴と欠陥という最初の章に、それは療養所中心主義であると述べている。当時はそれを英語でLeprosariasmレプロサリアズムというとあるが、現在はこの言葉は使われない。別の言葉でいえば、隔離主義ということになろう。当初はシェルター・ホームとしての機能が尊重されたのであろうが、社会復帰を考慮できる時代となれは、問題が生じた。ハンセン病問題を考えるには、まず、療養所について知る必要があろう。
彼は日本において大型らい療養所の存在理由として、らいの撲滅(eradication)が考えられると言っている。しかし社会的偏見、圧迫の強い疾病においては、諦観させる所謂ミゼラブルレパーにしてしまったことが古いらい事業のエラーがあったと1951年（昭和26年）に論じている。
- 広大な敷地があり、そこでは一つの社会として存在しうるので、コロニーという言葉は特に外国で使われてきた。島比呂志もコロニー設置の私見というエッセイを書いている[18]。今から考えると施設病にならないためにもこの考えはいいと思われる。韓国でも自立村の運動と称している[19]。

### 日本の療養所の現状
2022年5月1日現在、全国13か所の国立ハンセン病療養所と全国1か所の私立ハンセン病療養所（神山復生病院）に929人が入所している。すでに治癒している元患者である。平均年齢は国立で87.0歳（2021年5月時点）、私立92.3歳（2021年5月時点）である。高齢と病気の後遺症による障害、さらにかつて強制的に行われた断種手術、堕胎手術のために子供がいない元患者が多いことから、介護を必要として療養所に入所しているのが実情である。また、社会復帰するための支援を行っているが、実際に社会復帰できた例は少ない。
現在の療養所に於いては、一部を除いて医師の定員さえ確保されておらず、療養所内でできるハンセン病の医療や一般的な疾患以外の医療は、外部の医療機関に委託診療を行うことがある。外部の医師を呼ぶ場合と、外部の病院の外来に入所者を送る場合があるが、後者の場合は通常、療養所の福祉係または看護師が同行する。他に入所者が外部の病院に入院することもある。年々入所者の数は減る一方であり、入所者にとっては死ぬまで退所・転園することなく最後まで国に面倒をみてほしいという希望がある。政府は、法的責任を踏まえた上で最後まで面倒をみると保障している。各療養所には、納骨堂と呼ばれる重要な施設がある。家族に引き取られなかったお骨を納める場所となっている。胎児の霊を弔う碑もある療養所もある。

### 日本の療養所の特色
日本中に国立ハンセン病療養所は13箇所、私立の療養所は1箇所あるが、各々独自の歴史、自治会、環境、県民性その他色々な条件のために、その雰囲気は各々異なる。時には大きな問題の取り扱いについて、入所者の意見の集約ができにくい、ということもあった。「らい予防法」廃止前のような時などである。入所者は自由に他の療養所に移動してもよいが、それは勿論、相手の療養所が認めた場合である。特に初回入所の時は、知った人々に会いたくないという理由で自由に療養所を選んでいた。例えば、熊本県の菊池恵楓園の平成元年の統計では、恵楓園の入所者の本籍地は熊本315名、他は九州沖縄が多いものの、韓国43名、朝鮮8名、九州より北の都道府県からは111名で、合計は1042名である。
石垣島の人が、近くの宮古南静園を避け、沖縄愛楽園に入所するのは普通であった。他の園の優れた医療をうけるため、一時移動するのも珍しいことではなかった。そのために大きな療養所には透析や外科手術等の諸般の医療提供のため医療センターが設けられた。
文化的にも種々さまざまで、園内の雑誌を中心に文芸が盛んな療養所、芸能が盛んな療養所、運動が盛んな療養所、園芸が盛んな療養所などがある。文芸に関しては全国レベルで活躍する人もいる。
外部に対する対応もいろいろ異なり、特にらい予防法が廃止になってから、急に社会との交流も増えたが、療養所ごとに交流の程度、やり方などは異なっていた。例えば宮古南静園では、以前からゲートボールチームは社会と交流していたが、沖縄愛楽園では、それが大幅に遅れた。文化的にも地域性があり、沖縄愛楽園では、琉歌も作られていた。文化サークルの指導者には有名な人もおり、園外から求められていた。囲碁・将棋の強い人もおり、囲碁将棋のサークルは各園とも熱心であった。カラオケクラブも盛んである。
療養所の将来に関する議論が盛んであるが、入所者は、いろいろある療養所の合併に非常に危惧の念をもっている。療養所間の合併も手段の一つと考えられるが、沖縄愛楽園と宮古南静園では、前述の通り歴史・雰囲気・文化・言葉が違うので戸惑いを感じている入所者も多い。

#### 入所者の経済生活
公的療養所が開かれた時代は、放浪患者のみを収容していた。1909年（明治42年）に開所した全生病院では、最初から持っている現金をとりあげ、台帳を作って口座をもうけ、これを「患者保管金」と呼んだ。利息は付かず問題が多かったので10年後病院独自の金券（園になって園券）を発行して売店などで使わせた。一つは普通の金をもっていたらばくちをするだろうとの考えという。他の療養所も倣ったが、公的に認められたとは考えず、システムは色々で、経済力のバランスをとる政策にも利用した療養所もある。特殊通貨を発行したのは外国が早かった。発行に関して、色々不祥事が露呈したあと1955年頃に廃止された。
入所者は最初は若い人が多く、元気であったので、予算不足もあり、園では積極的に種々の作業を与え、作業賃を与えた。入所者の生計費は作業費、救済金（多磨全生園の場合、互恵会よりの）、家よりの送金に分かれた。家よりの収入は、総額に対して64%という大きな比重を占めていた。

##### 給与金制度
ハンセン病療養所における、日本国政府から患者に与えられる給付金である。元々1947年（昭和22年）、新薬プロミン臨床実験開始の時に作業賞与金の予算化から始まった。予算の保健衛生対策費の中に登場するのは1968年（昭和43年）からであり、1970年（昭和45年）には給与金制度が成立、1948年（昭和23年）には慰安金支給が開始された。給与金は生活保護の枠内でと定められた。1973年（昭和48年）、狂乱物価で物価にスライドという言葉がある。
らい予防法廃止前には、身体障害者の診断を行い、身体障害者1級の額が与えられていた。しかし収入の有無と増減額の関係が煩雑で、制度自体複雑であった。なお給与金制度ではないが、療養所によっては、収入の少ない入所者にお金を給付する制度は自治会主体や、代用紙幣と通帳を併用し貧困者への小遣いなど与えるという制度があった。これは主旨から言って、給与金とは呼ばれていない。なお、身体障害者手帳を得るための診察は、特別な資格のある医師でないとできず困難あった。

##### ある家計簿から
星塚敬愛園における、ある夫婦の1948年（昭和23年）の家計簿が記録されている。当時の物価は、2024年を基準（持家の帰属家賃を除く総合）とした場合、約11分の1の物価となっている。
| 9月分 | 収入                                           | 収入              | 支出              | 支出              |
| 9月分 | 内訳                                           | 金額              | 内訳              | 金額              |
| ----- | ---------------------------------------------- | ----------------- | ----------------- | ----------------- |
| 9月分 | 慰安金（2人分）                                | 300円             | 友人への香典      | 100円             |
| 9月分 | 茶摘応援                                       | 2円20銭           | 寄付金            | 50円              |
| 9月分 | 作業賃（夫）                                   | 270円             | 大豆4升           | 280円             |
| 9月分 | 作業賃（妻）                                   | 171円65銭         | 豆腐2丁           | 30円              |
| 9月分 | 生産品代 （慰安畑と供出畑があり、 収入となる） | 387円78銭         | 豆腐作り賃        | 15円              |
| 9月分 |                                                |                   | 塩4kg             | 52円              |
| 9月分 | 塩1kg                                          | 13円              |                   |                   |
| 9月分 | 同窓会費                                       | 24円              |                   |                   |
| 9月分 | 煙草代                                         | 304円80銭         |                   |                   |
| 9月分 | 宝くじ 2枚                                     | 60円              |                   |                   |
| 9月分 | 合計                                           | 1,131円63銭       | 合計              | 928円80銭         |
| 9月分 | 収支                                           | 202円83銭（黒字） | 202円83銭（黒字） | 202円83銭（黒字） |

| 12月分 | 収入            | 収入             | 支出             | 支出             |
| 12月分 | 内訳            | 金額             | 内訳             | 金額             |
| ------ | --------------- | ---------------- | ---------------- | ---------------- |
| 12月分 | 生産品代        | 349円29銭        | 洗器             | 165円            |
| 12月分 | 布団作成        | 25円             | 耳かき           | 2円50銭          |
| 12月分 | 慰安金 2人分    | 300円            | 砂糖壺           | 90円             |
| 12月分 | 兄より送金      | 100円            | 豆腐2丁          | 30円             |
| 12月分 | 作業賃 夫       | 325円            | うどん（100g）   | 45円             |
| 12月分 | 作業賃 妻       | 161円50銭        | 香典             | 10円             |
| 12月分 | 生産品          | 161円50銭        | 中皿 5枚         | 85円             |
| 12月分 | 炊事応援        | 116円07銭        | 煙草代           | 105円            |
| 12月分 | 慰安金（二人分) | 300円            | クリスマス献金   | 30円             |
| 12月分 |                 |                  | リンゴ・ミカン   | 45円             |
| 12月分 | 知人弔い        | 20円             |                  |                  |
| 12月分 | 宝くじ 2枚      | 60円             |                  |                  |
| 12月分 | 野菜代          | 50円             |                  |                  |
| 12月分 | もち米 2升      | 250円            |                  |                  |
| 12月分 | 煙草（みのり）  | 90円             |                  |                  |
| 12月分 | 豆腐 1丁        | 15円             |                  |                  |
| 12月分 | 羽織紐          | 250円            |                  |                  |
| 12月分 | 宝くじ10枚      | 100円            |                  |                  |
| 12月分 | みかん500g      | 75円             |                  |                  |
| 12月分 | 昆布            | 72円             |                  |                  |
| 12月分 | 豆腐5丁         | 75円             |                  |                  |
| 12月分 | うどん5束       | 225円            |                  |                  |
| 12月分 | 合計            | 1,681円46銭      | 合計             | 1,981円50銭      |
| 12月分 | 収支            | 300円4銭（赤字） | 300円4銭（赤字） | 300円4銭（赤字） |

本のコメントとして、当時の入園者が、収入と支出のバランスを考えながら、慎ましく暮らしている様子がわかる。また、当時の東京都の公立小学校教員の初任給は2,000円（2025年4月時点では約290,040円）であり、教員初任給より収入が少ない中で暮らしていた。

##### 職員に頼む
入所者の購買には園内の売店、スーパーが利用されたが、園のバスで街にでて、買い物をする療養所もあったし、なじみの職員に買い物を頼むことも普通であった。その後入所者と職員との間に腐れ縁ができて金銭の貸し借りに問題が発生したこともあり、「入園者の金銭等の預かりに関する取扱要綱」ができた療養所もあった。特に認知症の入所者が増加したので、必要なことであった。

#### 慰安と文化
公立療養所では、開所当時から慰安の必要を感じていたが、設備も予算もなく、男は女の部屋に遊びに行くか、賭博、飲酒などで無聊を慰めていた。外島保養院では、いち早く図書クラブ、演劇団、碁将棋会、幼年者の教育を開始した。九州療養所では、開所当年、盆踊りを開始した。後に患者が作った「恵楓音頭」は現在でも盆踊りのクライマックスで踊られる。外島保養院、長島愛生園、大島青松園の野球などによる交流も始まった。
野球、庭球、卓球などをはじめ、演劇、音楽、文芸、書道、絵画、園芸などを色々な団体、不自由者会、盲人会、青年会、婦人会などが主催した。維持費は、会費と自治会の補助、篤志家からの寄付により賄われていたが、後に厚生省による公費を用いた援助も行われた。
カラオケ流行後は、療養所の個人の部屋にカラオケが出来るようにしたり、クラブや寮単位でカラオケが盛んになった。各園による交流にもカラオケがよく使われていた。

#### 結婚と出産
回春病院というキリスト教系の病院では結婚は禁じていたが、日本の公立療養所では長く入所させるには結婚は可能ということにした。光田健輔は最初は生まれた子供を養育してくれる人を探し自費で養育させていたが、制度として産ませないという結論に達し、断種と優生政策が行われた。最初は男女別の大部屋しかないのだが、女性の大部屋に男性が通ういわゆる通い婚が行われた。そのため、医師はここには往診しなかった。また、夫婦の為の部屋が戦後菊池恵楓園に出来たときは、夫婦はたいそう喜び、壁がかわかないのに入所したと書かれている。

#### 服装
着物にみる療養所のくらし、という題の本が出版された。これによると戦前は縦じまの和服が一般的であった。これは、脱走した場合に、外部の人に判りやすいということと、予算もあるので統一したということであろう。没個性的であった。裁縫は女性患者の仕事であり、また、洗濯が必要であった。青年団服とか、学生服とか、わざわざ写真を撮影するには、統一した装いが戦前は多かった。戦後の写真には、物質欠乏もあるか、寄付されたのもあり、統一のとれていない写真が残されている。不自由な体であるので、着やすいジャンパー、セーター、その他、自由に着ていた。戦後は和服は使われなくなった。
園によっては、最近では、職員がドライクリーニングの技術を覚えて園内でサービスができるところもあるし、外注もできる園もあった。

#### 宗教
キリスト教：カトリック教会は全ての療養所に存在し、また以前は医師なども信徒が多かった。日本のハンセン病の歴史上、キリスト教系の病院も多く、精神的にはその倫理を押し付けると書かれているが、救いとなったのも事実であろう。聖バルナバ (St.Barnaba) 医院を中心とした草津のミッション、熊本は回春病院の聖公会、神山復生病院、奄美和光園、熊本待労院などのカトリック、宮古島の甦りの会（キリストの教会ともいう: 南静園ではカトリックを含めてキリスト教だけで現在も3つの教会がある）、キリスト教徒が設立に関わった沖縄愛楽園などがある。他の園でもキリスト教の意義は大きい。
仏教：深敬園が日蓮宗という日蓮宗僧侶が設立したが、他の仏教系はない。しかし他の療養所では、多くの宗派からの働きかけがあり、お寺が建立され、行事は頻繁に行われた。九州療養所では大きな寺が建立され、当時祭壇が7つあった。最近の新しい建物には10の祭壇があり、宗派により、時間差をつけ行事を行っている。全体の行事では、宗派が変わりながら行われている。なお、土地の習慣もあり沖縄の療養所には仏教寺院はない。
また天理教が熱心であり、一時は独自の集会所を数か所の療養所に設立していた。
宗教者としては仏教で綱脇龍妙、小笠原登、山中捨五郎、キリスト教者としてはテストウィード神父、ハンナ・リデル、コール神父、コンウォール・リー、太田国男、青木恵哉、ゼローム神父が知られているが他にもいる。
ある入所者は「療養所に入ると、かならずどこかの宗教に入るように言われます。それはここで死んだ時、お葬式を出すからです。」と書いている。その頃（1924年（大正13年）ころ）のハ氏病患者は全快の望みがなかったので、病院を死に場所として入院し、万一の場合に備えて、自分の宗旨を病院当局に届けることになっていた。次に1979年（昭和54年）ころの菊池恵楓園の統計を示す。
- 真宗（報恩会） - 757
- 真言宗（真愛会） - 85
- 日蓮宗（報国会） - 89
- 天理教（同友会） - 11
- 金光教（求心会） - 9
- 日蓮正宗（創価学会） - 51
- カトリック（暁星会） - 124
- 聖公会（黎明教会） - 95
- 本門仏立宗- 1
  - 同じ菊池恵楓園の統計で1960年（昭和35年）発行の菊池恵楓園50周年史にこの19年位前の統計が掲載されている。それによると、上から993,146,139,30,27,記載なし,145,186,記載なし、次にその他がある[41]。
  - 『閉ざされた島の昭和史』 （大島青松園）には、宗教団体小史の中に真言宗、真宗、キリスト教、天理教、金光教、カトリック、本門仏立宗、創価学会の代表が執筆して、編纂委員会で要約した文章がある[42]。

##### 宗教とハンセン病精神医療
神谷美恵子は、著書『生きがいについて』にて、島の精神医療という題で語っている。「要するに、否応なしに、患者さんの心は、こちらにおしよせてくる。そこで、対面させられるのは、病苦、失明、疎外、生死の問題など、いわゆる実存的なカテゴリーのものが多い。こうしたことだからだろう。私は精神医学、とくに自然科学としての精神医学の限界を痛感するようになった。いつでもこうした問題に圧倒されつづけていた。人間が生きていく上での、こうした苦しみは、ほんとうは、らい患者と限らず、すべて人間の上にのしかかっている。おそらく昔は、主として宗教がこれを扱ってきたのであろう。愛生園にも宗教はたくさんはいっていて、何か特定の信仰によって安心立命している人も少なくないはずだが、そういう人が私たち精神科医の前に立ちあらわれることは、すくないようだ。」

#### 作業
療養所は、現在は医療・福祉で収容者が世話されているが、人権の無かった時代は、有無毒線（境界線）で職員区域と患者区域と区別され、重い症状の患者を軽い症状の患者が看て、食事の世話もした。患者は死に際しては医師から予め解剖の承諾書を求められ、死んだ患者を解剖台へ運ぶのも、解剖台から葬儀・火葬場へ運ぶのも、血で汚れた解剖台を洗うのも、生きている患者だった。

#### 葬儀
苦難の過去を共有した患者同士の連帯は強固であった。それゆえ、葬儀はハンセン病療養所においては、重要なセレモニーである。患者自身が作った菊池恵楓園の盆踊り歌に “ともに去年は踊った友も 今年や御魂のその数に入る それを思えば踊らにゃすまぬ あすの無常はわた身にかかる”というのがある。
基本的には、宗教儀式としての葬儀、土地の習慣としての葬儀でもあるが、家族の希望などで、やや異なることもある。セレモニーとしての葬儀の前などに、施設側の挨拶、自治会長などの挨拶、医師としての説明があるところもある。通夜の翌朝、職員などとのお別れの儀式があるところもある。家族の墓へ納骨を拒否される場合は、施設の納骨堂へ納骨する。
以前は土葬が多かったが、火葬に変わった。患者が作業したが、作業賃は高かった。身延深敬園では、1963年（昭和38年）に火葬場を作ったがそれ以前は土葬であった。火葬は以前は園内で行ったが現在は園外で行われる。宮古南静園では、戦争時は土葬であり、後に洗骨が行われた。その後園内での火葬となったが、宮古島では戦後一時的には火葬場が南静園にしかなかったので、宮古島の一般の遺体も火葬をしていた。
葬儀は重要な行事で、その日は別の予定された行事を中止することもある。療養所の福祉課や福祉係が世話をする。年に一度は、全体の慰霊の日（仏教系では施餓鬼という所もある）がある。水子の霊も祭られるところもある。

##### 納骨堂・記念碑
各園では、納骨堂は重要な施設である。また、記念碑的存在であり、その他にもそのような意味合いの施設もある。沖縄県糸満市の平和の礎（いしじ）には、戦争の犠牲者という意味で、患者自治会と話し合って合意の上、沖縄愛楽園と宮古南静園において1945年（昭和20年）に死亡された患者の氏名を刻印してある。

#### 教育
開所当時は、患児に寺子屋式の教育を行うのが普通で、教師は教育を受けた患者が行った。全生園には2名の訓導がいた。倶会一処宮古南静園では女学校の校長先生を勤めた人が入所し、教育にあたったが設備は劣悪であった。小学校が始まった時期は、園によって異なる。九州療養所の檜小学校は1931年（昭和6年）の開校である。小鹿島では、皇民化のためもあり、患者学校が1935年（昭和10年）の年報に報告されている。戦後は学校令に基づき、小学校、中学校の分校ができた。菊池恵楓園の場合は1949年（昭和24年）である。最終的には患児がいなくなって、廃校となった。
1955年（昭和30年）に岡山県立邑久高等学校新良田教室（普通科4年制）ができ、各園から希望者が受験した。369名が入学、307名（83%）が卒業、225名（73%）が社会復帰した。大学進学者は24名（8%）であった。1987年（昭和62年）に29期で廃校された。
これとは別に、患者が連れてきた発病していない患者の子供はいわゆる未感染児童といわれ、療養所内外の保育所に収容された。そしてその教育が問題となった。九州療養所の保育園は、政府により取りつぶした回春病院の跡地を龍田寮と名づけ、そこに移動した。状況が劣悪なため、一般の小中学校に入校しようとしたが、PTAの反対に遭い、トラブルを生じた。これを龍田寮事件あるいは黒髪校事件という。教育を受けられなかったことは、入所者に大きい影を投げかけていた。らい予防法後に、60歳になって宮古南静園の親里廣は定時制高校に入学、卒業した。

#### 雑誌
日本のハンセン病療養所の雑誌には、療養所が発行しているものと、自治会や患者団体が発行しているが、だいたい入所者の投稿が主で、それに療養所の幹部、勤務者、外部の方の投稿によりなっている。ハンセン病の歴史という面から考えると、重要な資料が入っている。例えば「愛生」の開園60周年記年号には各療養所から発行している雑誌に掲載された資料が多数整理されており、文献数は数えられない。その部分だけでも実に46ページに及ぶ。シリーズで書かれている著者も多い。
- 国立療養所菊池恵楓園の入所者自治会の機関誌菊池野は2014年2-3月号で700号に達した。
- 『らいの医学』（らいそのもの、らい周辺、一般医学）例：土佐への旅（小川正子）鳥取旅行（神宮良一）浮浪らいのお宿はどこ（光田健輔）,通俗講話 らいの常識（桜井方策）、研究室から（原田禹雄）、たて書きで読んだらい（原田禹雄）、40年の昔を回顧する（光田健輔）、らいの社会的スチグマ（鶴崎澄則）、日本らい史（山本俊一）、その他多数。
- らいの施設史 日本の国立療養所はすべてある。慰廃園、起廃病院、府県立らい療養所国立移管経過史（野島泰治）
- らいに関わった人々 日本人89名 外国39名に関して多くは複数からの投稿がある。
- 世界のらい （アジア 14に国別にわけて、その他5つに分けて世界のらい）
- らい予防法（日本のらい予防法、諸外国のらい予防法）
- 会議
- 雑（保育所児童に関わった資料、事件と呼ばれたものに関する資料、長島事件、竜田寮事件、藤本松夫事件、その他らいの歴史等々）[51]

#### 不自由者への工夫
盲導鈴
ハンセン病療養所で親しまれた単語。盲導鈴は失明した人を導く音がでる機械。一定の場所に設置。色々な機械が工夫された。前に立つと場所をいう機械とか、メロディがでる場合もある。メロディの場合は一つおきに、民謡と童謡が交互にあったりする（菊池恵楓園）。ラジオ放送が出てくる場合もある。失明した人はこれを指標に歩くわけである。
盲導線
寮などの廊下に設置される失明した人を導く線。低い天井に設置し、それを伝わって歩くのが普通。盲導索ともいう。

#### 療養所における職員の服装など
以前は物々しい服装であったが、これはその当時のハンセン病への理解が関係している。菊池恵楓園百周年記念誌 百年の星霜 に写真が2枚ある。1枚は女性の看護師、介護員で丸いキャップに顔の大部分を覆うマスク、長そでの白衣、下はモンペスタイル、厚手の靴下、濡れていい靴を履いている。男性は一部キャップで、マスクはしていないが、正式にはマスク着用。白衣とズボン、厚手の靴下（軍足と呼ばれていた）、長靴で、短い靴もあるが、消毒が要求されるので濡れていいもの。写真では緊張して写っている。あとの1枚では昭和30年代の正式服装がある。写真では、手袋はしているかどうかわからないが、おそらくしていないと思われる。手術中では手袋は着用である。1964年（昭和39年）8月に服装を検討した。マスク不要論に不満で介護職員が数名退職を申し出た。
服装と関係があるが、患者地域は感染地域と認識されていた。大分以前と思われるが、患者地域には職員便所がなく、夜勤などの時は看護師でも庭で小便をしていた。大便の時は更衣棟まで、走っていったとある。

#### 療養所における非らい（Non-leprosy）
非らい（Non-leprosy）とは、ハンセン病療養所に入所しているハンセン病患者以外の患者、またその病名である。そのように診療録に書かれる。別の病気の場合以外に、健康な人が入所した例もあった。無らい県運動が始まってから多く、一部の療養所では壮健さんといわれる。園内でも、差別されたといわれる。1979年（昭和54年）の統計によると、松ヶ丘4例、東北0例、栗生6例、多磨4例、駿河3例、長島5例、邑久1例、大島1例、菊池26例、星塚不明、奄美不明、沖縄0例、宮古2例である。
非らいには次のようなケースが存在した。
健康な人
ハンセン病でなく、健康であるが、家族が入所しているために入所している場合がある。無らい県運動時が多かった。本人はハンセン病でないことをよく自覚している。
誤診
ハンセン病と誤診された場合と、その他に種々の病気があるが、ハンセン病ではない場合である。退所はできるが、事情により困難な場合がある。あまりに症状がひどく、本人も入所を希望して納得している場合もある。病名はサルコイドーシス、尋常性狼瘡、全身性エリテマトーデス、慢性円板状エリテマトーデス、レックリングハウゼン病、関節リウマチ、熱傷瘢痕、進行性全身性強皮症、先天性無痛無汗症（手足の症状がハンセン病に似る）、離断性角化症などがある。このような事例についての統計が昆によって発表されている。
希望して入所した人
戦後、感覚の検査で医師を騙し、小児麻痺で入所した人がいる。

#### 熱傷
ハンセン病では知覚が麻痺しているので熱傷が多い。ゆえに、熱傷を負っても、視力がなければ、燃えていても患者にはわからないと言われる。熱傷をおって数日後に外来にくることが稀でない。東北新生園では昭和46年から55年において、年平均79名の熱傷患者を出している。その熱源として、10年間で液体・熱湯288,味噌汁45,パラフィン浴4,加熱固体合計230,ゴム長靴2,蒸気32,火炎（長時間合計）152,火炎（短期間合計）63,合計816という統計が記載されている。ちなみに中間期の1975年（昭和50年）末には473名が在籍していた。また、一般的にいってハンセン病患者にはケロイドになりにくい。気候が温暖な沖縄では、熱源の少なさから熱傷も少ない。

#### 神社
ハンセン病療養所に神社がある場合は、戦争直後に廃止されたあと再建されている。戦争前、1941年（昭和16年）11月に作られた菊池恵楓園の恵楓神社（祭神：光明皇后、天照大神）は戦後直ちに撤去され再建されなかった。しかし、多磨全生園の「永代（ながよ）神社」（祭神：伊勢大神宮、豊受大神宮、明治神宮）は、入所者、職員の発意、献金、労働ででき、お祭り、清掃などで守られた。昭和7年から9年で完成。戦後はマッカーサーにより廃止されたが、1955年（昭和30年）に再建された。入園者の故郷への郷愁をかきたてたからであろう。ただ、統計によると、宗教を神道とした入所者はいなかった。皇民化のために建てられた小鹿島神社分社は日本敗戦と同時に焼き討ちされた。栗生楽泉園の神社、三島神社（駿河療養所）、愛生神社、光明神社などもある。敬愛神社もあったが、戦後再建されなかった。沖縄県では、神社はなく、宮古南静園では一時個人のウタキ（拝所）は存在した。

#### 療養所の職員
- ハンセン病療養所は、特殊な職場であり、また職員も特殊であるという見方がある[59]。森幹郎は、主流派職員が地縁関係や親族関係の縁故採用で集められたとしている。一つの理由は職員がなかなか得られないからである。
- また信念型職員という分類を作っているが、3年位で辞職していく場合が多いとある。
- 統計をとると、長く勤務する職員も多い一方、1年位の短い期間も多い。特に医師の場合は、大学医学部より交代で勤務する場合も多い。
- 昔はハンセン病療養所に勤務する職員が得られず、管理職は苦労していた。これは医師も同様で、園長が口説いていたこともある。愛楽園園長であった早田皓は深敬園の綱脇龍妙師の従弟で、当初は深敬園九州分院にくるように口説かれたとある[60]。普通の病院と異なり、専門性もあるので、医師、看護師、事務職員もハンセン病療養所間で異動もあった。仕事のためや本人のため、普通公務員ではやらない、降格人事もあった。この場合は文句を言わないという念書が必要であった。
- ハンセン病療養所では、職員がその職員の親戚を口説いて職員にすることは普通のことであった。あまりお手盛り人事であると、不適当な人物ということもある。特に就職時、人事を公正という文句が自治会より出たところもあった。特に僻地には医師がなかなか得られず苦労していた。僻地でなくても専門科によってはなかなか得られず、他園の医師に援助を求めることも普通であった。医師を含め職員に関しても、一般社会から差別や嫌がらせがあった記録は多い[61]。かつては、療養所に就職した看護婦で家族から勘当されたり、身内の結婚話がこわされたり、アパートの入居を断わられたりしている[62]。

#### 療養所における賃金職員問題
国家公務員の定員は合理化の方針で削減が機械的に行われる一方、仕事そのものは減少せず、賃金職員によりサービスが補完されている。賃金職員は賃金・労働条件が定員より劣悪であるが、仕事そのものは専門性、継続性があり、定員内職員との差などが問題になっている。

#### 療養所におけるボランティア
ハンセン病療養所は閉鎖社会であり、家族から孤立している入所者が多い、という理由で、昔からボランティアの活動が盛んである。各種の慰問団がこられるが、個人的な団体から、宗教的な集団（天理教の団体が有名、清掃をされる）、囲碁将棋の指導、対局、ゲートボール、グラウンドゴルフ、野球の対戦、絵画の指導、いけばなの指導、雑誌編集の加勢など、種々ある。これらは記念事業の時に表彰されたものから集めた事例であるが、ほかにもあると思われる。ボランティアは、以前職員であったものも含む。入所者にとっては、歓迎であるが、微妙な感慨を持つ場合もあるとのことである。

## 差別に関するトピックス

### 差別の習慣
ハンセン病が差別されている時代、自分の家の墓に納骨されないことが普通であった。小舟での上陸時、わざわざ別の船着き場を使用していたことが記録されている。宮古島の離島、池間島のある浜は、昭和30年代に南静園に隔離されている島出身の患者の接岸地であった。マズムヌヒダガマ（悪霊浜）と言いウトルス（脅威）の地であった。周りは青々としてアダン、アザミ、ハマヒルガオが生い茂り言い知れない匂いも強烈であった。海での事故死の時も使われたこの船着き場が現在も残る。

### 二重の差別
ハンセン病療養者は、差別を受けた歴史がある。その中でも二重に差別を受けた人々がいる。
結核患者
実際に死亡に繋がる病気である。戦前は国民の死因第1位であった。ハンセン病療養所にも以前は結核を併発している患者の病棟もあった。結核の特効薬ができ、ハンセン病より先に偏見は少なくなった。菊池恵楓園の隣は結核療養所再春荘である。間に細い道がある。以前はお互いに相手を怖がっていた。だんだん差別は少なくなり、菊池恵楓園の中に郵便局ができたが、再春荘からそれを利用にくるようになった。
精神病患者
菊池恵楓園でも、精神病を併発している人の病棟には入院したがらなかった。
壮健さん（健康な人）
入所者から差別されていた。
外国人
入所者から差別されていた。また、年金など待遇面でも差別があったが、徐々に改善されてきた。
出所した受刑者
療養所内の入所者の間では、ハンセン病患者であって、菊池医療刑務所に入って出所した人の入所を拒んでいた。その理由は、療養所内で、療養者自らを危険から守るためであった。

## 日本のハンセン病政策と事件の歴史

### 近代以前
中世にはこの病気は仏罰・神罰の現れと考えられており、発症した者は非人であるという不文律があった。鎌倉時代の文献によると、患者と家族が相談し、相当の金品を添えて非人宿にひきとられ、非人長吏の統率下におかれた、とある。これにより、都市では重病者が悲田院や北山十八間戸、極楽寺などに収容された例もある。
江戸時代にはハンセン病になると、家族が患者を四国八十八ヶ所や熊本の加藤清正公祠などの霊場へ巡礼に旅立たせた。このため、これらの場所に患者が多く物乞をして定住することになった。旅費が無い場合は単に集団から追放され、死ぬまで乞食をしながら付近の霊場巡礼をしたり、患者のみで集落を成したりして勧進などで生活した。
貧民の間に住むこともあり、その場合は差別は少なかった。横浜の乞食谷戸（こじきやと）はその一例である。患者が漁にでるとマグロがよく獲れるという迷信が各地にあり、漁業に携わる者もいた。

### 昭和時代
昭和時代に入ると、患者への偏見はエスカレートしていくことになる。

#### 無癩県運動
- 1930年代（昭和5年以降）に、無癩県運動が始まった。これは、患者を摘発し強制収容させて県内から癩を無くそうというもので、その強引な患者の摘発は患者本人だけでなく家族の人権まで侵すほどのものであった。鳥取県では知事を会長とする鳥取県癩予防協会を結成し、県民から寄付を集めて長島愛生園に県出身者用の寮を建設し、患者を送致した。この運動は全国に拡大し、福岡県・山口県・宮城県・富山県・岡山県・埼玉県・愛知県・三重県などの県が積極的だった。最近では、この運動は光田健輔に主導されたという説があるが、他の要因もあろう[66]。開始時期は確定しないが、山口県議会の議事録によると、1930年（昭和5年）に開始されたと考えて良いと思われる。
- 1931年（昭和6年）、貞明皇后からの下賜金により、渋沢栄一を会長とする「癩予防協会」が発足。また、貞明皇后の誕生日、6月25日を中心に癩予防デーを設定し、ハンセン病患者を日本から根絶する呼びかけを行って、全国的な無癩県運動を推進した。なお、この癩予防デーは、1964年（昭和39年）からは、この日を含む1週間を「ハンセン病を正しく理解する週間」として、差別や偏見のない社会を推進する目的に変わっている。
- 無癩県運動の高まりにより、強制収容者が増加。各療養所は定員オーバーとなり、食料事情などの環境は劣悪になっていった。1936年（昭和11年）には、光田健輔が所長を務める岡山県の長島愛生園で暴動が勃発した（長島事件）。この事件には職員側も患者側も苦しんだ結果であり、患者側の意見もわかれている。光田健輔は50名を暴動の首謀者に仕立て上げたという表現は正確さを欠く。
- 1940年（昭和15年）、熊本市本妙寺周辺の患者集落を、警官や療養所の職員が襲撃し、患者157人を検挙する事件が起こり、重症患者以外は他療養所に移送された（本妙寺事件）。

- 潮谷総一郎の「本妙寺癩窟」によると患者の多くは相愛更生会という秘密結社に入っていた[67]。毎年5円を出して、寄付金の趣意書、奉加帳を交付して貰い、定められた自分の縄張りに年2回出張して寄付を募った。また、厚生省、県知事、学務課、社会課の証明書、本妙寺の住職の感謝状を偽造した。そして北海道から台湾、朝鮮に至るまで、2名一組で寄付を強要する、やらないと、「伝染させるぞ」と居直る。人々は癩の恐怖と、いかめしい厚生省や、県知事等の証明書にたいして、金銭を出したのであった。本妙寺事件の一部はその解決のためであった。相愛更生会の一部は草津楽泉園の特別病室に入っていたが、非常な人格者もおり、秘密結社というより、自治組織と考える人もいる。本妙寺部落役員5名と相愛更生会幹部4名は特別病室に57日間収容されていた[68]。また本事件は、本妙寺と九州療養所や星塚敬愛園などの長い腐れ縁を絶つためでもあったろう。近づいてきた戦争の影響と考えた人もいた。
- 1949年（昭和24年）には、厚生省の発令で第2次無癩県運動が起こり、それに関連して多数の事件も起きている。
- 1951年（昭和26年）に発生した藤本事件では、爆破・殺人事件の犯人として逮捕された藤本松夫がハンセン病に罹患していたため公正な裁判を受けられず、1962年（昭和37年）に冤罪の疑いが濃厚なままで死刑に処された。
- 1951年（昭和26年）に山梨県において癩家族一家九人心中事件が起こった。それ以外にも1950年（昭和25年）には熊本、1983年（昭和58年）には香川の各県で一家心中（含む未遂）事件など、多数の悲劇的な事件を生んだ。
- 1958年（昭和33年）に療養所の収容人数は最高に達し、その後は減少に転じた。

### 近代のハンセン病政策

#### 太平洋戦争前
1897年（明治30年）にベルリンで第1回ハンセン病国際会議が開かれ、「ハンセン病は感染症だから隔離する」と決められたが、その隔離については病状に応じて行う相対的隔離を原則としていた。らい患者がいることへの外国人からの苦情、日清戦争、日露戦争により軍国主義化していた政府は徴兵検査におけるハンセン病の増加に苦慮していたこと、たまたま、経済的危機におちいったハンナ・リデルを救うために1905年（明治38年）に銀行会館で会議を開いたことなどが、政府がハンセン病治療の法律を作る機運を高めた。1907年（明治40年）に「癩予防ニ関スル件（癩予防法）」がはじめて制定された。この法律のもと、全国に5か所の癩療養所を設けた。当時の設置・運営は道府県の連合により行われており、公立療養所であった。第1区（東京府 全生病院）・第2区（青森県 北部保養院）・第3区（大阪府 外島保養院）・第4区（香川県 大島療養所）・第5区（熊本県 九州療養所）の5箇所である。その療養所の所長は、内務省管轄であったこともあり、現在のように医師ではなく、警察官上がりの官僚がほとんどであった。例外的に、九州各県連合立の第5区九州癩療養所（2年後に癩を省く）では、1909年（明治42年）に医師である河村正之が初代所長に就任した。彼は医師の立場から、日本型絶対隔離政策が推進されていくことに危惧し、積極的に隔離政策に反対し、治癒後は積極的に社会復帰させるべきだ、と主張を繰り返していた人物である。暫くして他の療養所所長も医師が就任した。当時の日本の法律は、放浪患者の救済・取り締まりの意味合いが強く、家庭が裕福であると帰したり有料にしたりした。1916年（大正5年）には、療養所から患者の逃走が増加したため、法改正を行い懲戒検束規定が設けられた（懲戒検束権については別項参照）。1931年（昭和6年）には、光田健輔の尽力により2度目の改正が行われ、隔離の対象が浮浪者のみであったのを自宅療養している人にも対象を広げることになった。すなわち、感染の拡大を防ぐため全患者を療養所に強制的に入所させる政策（強制隔離政策）が主目的であった。また、この頃より国立療養所が次々に作られた。最初に作られた国立療養所は、岡山県の長島愛生園である。また、1941年（昭和16年）には、今まであった公立療養所を国立に移管した。こうして、私立療養所を除いて、国が一括して管理する体制が作られ、患者の収容が一層、強化されることになった。1941年（昭和16年）には、京都大学皮膚科特別研究室主任の小笠原登が、ハンセン病の発病を体質と関係した意見を日本らい学会で発表したところ、人に伝染する病気であると、座長から糾弾される事件も起きた。戦前から戦後にかけて、東北大学、東京大学、京都大学、大阪大学、九州大学の皮膚科において、ハンセン病の外来診療を行っていた。特に東京大学では、昭和12年から20年にかけて、ハンセン病も研究していた太田正雄（木下杢太郎）教授がいた。1930年（昭和5年）頃は、外来新来患者50名以上のうち1-2名はハンセン病患者であり、医局員が大風子油を注射していたとある。

#### 患者懲戒検束権と特別な刑務所
1914年（大正3年）には、光田健輔が公立癩療養所全生病院院長に就任した。園長たちは、患者懲戒検束権といって、各施設内に監房を作り所長の一存で患者を投獄できるようにした。これは自暴自棄におちいった不良患者、やくざの親分、モルヒネを要求する患者などに対処するものである。1938年（昭和13年）には、群馬県栗生楽泉園に特別病室という名の牢獄が設置された。全国から懲罰を受けるために患者が送られた。冬季にはマイナス20度という環境になり、また減食という厳罰が行われるなど、過酷な条件のため多数の死亡者が続出した。この特別病室は、戦後、共産党の調査団により明らかになった。その一方、ハンセン病患者が犯罪を行った場合には刑務所に入らずに療養所に収容されるのみで刑を免れることが可能であったが、これは公民としての権利がなかったことと、刑法の適用がなかったことを意味する。法務省もハンセン病患者を避けるために、なかなか刑務所を設置する方向には行かなかったが、1950年（昭和25年）に栗生楽泉園内で入所者同士の争いによる殺人事件が勃発したのをきっかけに刑務所設置への意見が高まった。殺された方も問題ある人物で、栗生楽泉園では、羊の群れの中にオオカミを放ったという表現で自衛を強調している。そしてついに1953年（昭和28年）、熊本県の菊池恵楓園に隣接して熊本刑務所菊池医療刑務支所が設置された。この際には必要最小限の条件をもとに患者懲戒検束権が認められた。

#### 断種・優生政策
光田健輔は、1915年（大正4年）にはじめて、入所患者の結婚の条件として、精管結紮術、卵管結紮術により、強制的な不妊手術・断種を行った。光田が最初に行ったのは希望者がほとんどで、一名ほど強要があった。これは日本における優生政策の一環として行われたものである。しかしこれが、療養所の不文律となってきた。妊婦に対しては強制的な人工妊娠中絶が行われた。1940年（昭和15年）に国民優生法、1948年（昭和23年）に優生保護法が成立。後者において、ハンセン病は遺伝疾患でないにもかかわらず適用疾患と規定され、強制的な人工妊娠中絶が行われた。なお、違法な強制人工妊娠中絶が横行し、患者が出産した新生児を職員が殺害したとする証言から次々に実態が明らかになりつつある。しかし、依然として謎の部分も多い。このときの胎児や新生児の遺体とみられる標本が全国に115体保存されていることが厚生労働省により設置された第三者機関、「ハンセン病問題検証会議」によって2005年（平成17年）1月27日に報告され、検証作業が提議されている。なお、1996年（平成8年）の法改正により、題名が母体保護法となり、ハンセン病は適用疾患から除外された。

#### 太平洋戦争後
戦後は1947年（昭和22年）12月の旧警察法（昭和22年法律第196号）により、国が行う療養所以外のハンセン病行政は県に移行した。国の警察が自治体警察に移ったからである。1950年（昭和25年）の患者届出では、県知事宛のものがある。その後、1953年（昭和28年）に、癩予防法から「らい予防法」に改正された（「癩」は当用漢字に制定されていないため、平仮名表記となった）。しかし、それは従来の癩予防法による強制隔離政策を継続するものであり、療養所の入所者に対する待遇は全く変わらなかった。この時から、届け出は警察署長宛てから、県知事宛てに代わった。入所前、および退所後の患者の世話、入所後の家族の世話などは、県の係官が極秘のうちに行った。医療に関することは、県が指定する「らい指定医」と協力して行った。県単位で、出身地を回る旅行（ふるさと訪問事業）なども県が主催した。裁判後、国は入所者に陳謝したが、県知事も療養所に陳謝に行った県があったが、上述の理由による。
世界的には、1956年（昭和31年）にローマ宣言が採択され、らい患者の救済と社会復帰の推進がうたわれたり、1958年（昭和33年）には東京で開かれた第7回国際ハンセン病学会で強制隔離政策をとる政策を全面的に破棄するよう批判されたが、国は全く聞き入れようとしなかった。「らい予防法」に対する抗議のため、菊池恵楓園の患者が作業放棄闘争を起こした。各園でも次々に、作業放棄を行う事件が起こった。これは従来、療養所が行うべき作業（介護、看護、配食、洗濯、消毒、営繕、火葬、糞尿処理、理髪、その他）を入所者に行わせていたので、それを返上しようということである。軽症者が重症者を介護することは当初は全部の療養所で行われていたし、また、作業などで、傷の悪化をきたすこともあった。政府は職員を徐々に増加させ、特に看護の仕事は看護婦にさせるように努力した。一方、琉球政府は1961年（昭和36年）に「ハンセン氏病予防法」を公布し、外来医療・在宅医療を推進する政策がとられていた（本土復帰後も継続して実施された）。

### 現代の状況
1996年（平成8年）4月1日に施行された「らい予防法の廃止に関する法律」により、「らい予防法」は1907年(明治40年)に制定されてから89年後に廃止された。ハンセン病患者は、一般の病院や診療所において健康保険で診療できるようになった。
近年は、ハンセン病に対する理解とハンセン病患者に対する国民の意識が変わりつつあり、ハンセン病患者やその家族に対する差別は緩和される方向に進んでいる。しかしその一方で、ハンセン病元患者のホテルへの宿泊を拒否するなどの事件が、その後も度々起きており差別が完全になくなったわけではない。
- 元患者が金沢市内のホテルで宿泊を断られた報道があり、石川県が2001年（平成13年）7月5日付けで、「ハンセン病は『伝染性の疾病』には該当しません」という内容の通達を出したことがある。
- 2003年（平成15年）11月には、療養所入所者のアイレディース宮殿黒川温泉ホテルへの宿泊が拒否された問題（ハンセン病元患者宿泊拒否事件）に対しても、療養所や旅館・ホテルを所轄する厚生労働省は、「ハンセン病について旅館業法第5条第1号及び公衆浴場法第4条にいう『伝染性の疾病』には該当しません」と明記した通達を出した。詳しくはハンセン病元患者宿泊拒否事件を参照。
- 第二次小泉改造内閣の法務大臣・南野知惠子は2005年（平成17年）1月11日の閣議後会見で島根県平田市（現・出雲市）で、前日に開かれた島根県議の新年会でハンセン病について言及した際、旧病名の「らい」との表現を繰り返したことを明らかにし、「差別や偏見のつもりはなく、看護（職）の経験から、つい長年使っていた言葉が出た。本当に申し訳ない」と謝罪した。
- 福岡市内の小学校で、人権問題担当教諭がハンセン病に関する授業を実施した際、授業を受けた児童がハンセン病について「体や骨が溶ける病気」など誤った認識を感想文に記載し、その感想文が熊本市内の国立ハンセン病療養所・菊池恵楓園に郵送されていたことが明らかになっている。教育関係者自身が、ハンセン病に対する認識が不十分な面が多いことが改めて表面化した形となった[71]。
- ハンセン病患者に対する裁判が、療養所内で開かれたことに対して、差別的扱いがあった可能性が指摘され、これを検証するための有識者委員会が2015年（平成27年）に発足し[72]、2016年（平成28年）4月25日には有識者委員会の報告書が公表され、1960年（昭和35年）以降は「合理性を欠く差別的な取り扱いだった」と指摘し、裁判所法に違反していると指摘した。ただ、最高裁判所は、有識者委員会が指摘していた裁判の公開などを定めた日本国憲法に違反しているとの批判についての言及は避けた[73][74][75]。
- 2015年（平成27年）9月9日には、患者の家族が差別を受けたとして、日本国政府と鳥取県に損害賠償を求めた裁判で、国は患者の家族への偏見や差別を取り除く努力を怠ったとして、国の賠償責任を認める判決を鳥取地方裁判所が言い渡した[76]。
- やむを得ず、自分、家族や社会の事情で療養所生活を選んだ入所者は療養所内で、療養、趣味、社会交流などの日々を過ごしている。勿論外出、旅行、海外旅行も自由である。それらの事情は、園が発行している雑誌や、ウェブサイトで知ることができる。また、療養所などの見学には、各園の福祉課、福祉室などが相談にのる。
- 元入所者が、学校で講演を行うこともある。
- ハンセン病療養所を退所後、療養所に戻った元患者が、2009～18年度の10年間で、延べ129人に上っている[77]。

### ハンセン病補償法訴訟
1998年（平成10年）に、国立ハンセン病療養所（星塚敬愛園・菊池恵楓園）の入所者13名（平均年齢は当時71歳）が国を相手取り「『らい予防法』違憲国家賠償請求訴訟」を熊本地裁に提訴した。2001年（平成13年）5月11日に、熊本地裁は国の隔離政策の継続は違憲であると判断した。
2001年5月23日には、内閣総理大臣小泉純一郎が政府は控訴しないと表明した。これを受けて、日本国政府はこれまでのハンセン病政策に対して責任を認めて謝罪した。同年6月22日にハンセン病補償法（「ハンセン病療養所入所者等に対する補償金の支給等に関する法律」）が成立し、裁判に参加した元患者らには800万〜1400万円の賠償金(補償金)が支払われた。なお、裁判に参加しなかった元患者らには同額の補償金が支払われた。
なお、戦前まで日本の植民地であった大韓民国と中華民国に建てられ、同様に運営がなされていた2つの施設（韓国小鹿島（ソロクト）更生園―現・国立小鹿島病院、台湾楽生院―現・楽生療養院）については補償対象外となっていたため、その後も裁判が続いたが、2006年（平成18年）にはハンセン病補償法の改正により、韓国・台湾の元患者ら（その後南太平洋の島の元患者らにも拡大）にも同等水準の「1人800万円」の補償金が支給されることとなり、訴えは取り下げられた。

### ハンセン病関連法令等資料集
- 2010年（平成22年）1月13日に成立した平成21年度ハンセン病問題対策協議会における確認事項まではいった資料集が発行された[78]。

## ハンセン病に関連した歴史事項

### 明治時代における救済
明治時代前期には、日本の医師によりハンセン病病院が開設された。後藤昌文は起廃病院を明治4年11月（1871年12月）に創設し、その後、昌文の子後藤昌直も活躍した。後藤父子は無料の治療も行っていたことは特筆すべき事項である。後藤昌直はハワイ王国から招待され（当時はカラカウア王朝のDavid Kalakaua王が在位）、ハワイのハンセン病患者の治療を行い、ハワイ・ハンセン病の守護聖人であるダミアン神父等の治療を行った。遠山道栄は1874年,岐阜県土岐郡土岐町に「回天病院」を創設した。山口順子は当時の政府が把握しているハンセン病病院を記録している。これらの病院は、日本政府が法律によるハンセン病行政が開始されるとほとんど廃業した。
明治時代中期には外国宣教師などによる救済が行われた。
- フランスの宣教師であるテスド・ウィード神父は1887年（明治20年）に、静岡県御殿場市で一人のハンセン病を患った婦人に出会い保護した。これを契機に1889年（明治22年）には、その地に神山復生病院を設立。2016年現在も存続している。
- アメリカの宣教師であるケート・ヤングマンは1894年（明治27年）に、東京目黒に救癩活動として患者収容施設を設立。1904年（明治37年）に、私立病院慰癈園と改めた。1942年（昭和17年）に閉鎖。
- イギリスの宣教師であるハンナ・リデルは熊本県の加藤清正の墓のある本妙寺のハンセン病患者救済のため、1895年（明治28年）に回春病院(らい病院)を設立。1941年（昭和16年）に第2次世界大戦前の国が作り出した反英感情を理由に、閉鎖された。
- フランスの宣教師であるジョン・メリー・コール神父は熊本の本妙寺のハンセン病患者救済のため、フランシスコ修道会の協力で1898年（明治31年）に、救護所を設けた。1900年（明治33年）に5人のシスターの到着を待って琵琶崎待労院として設立。2013年（平成25年）に入所者が0名となったことにより閉鎖された。
- 綱脇竜妙師は1906年（明治39年）に、山梨県身延山でハンセン病患者の救済にあたり、仮病舎を設けた。その後、身延山深敬病院として設立。また、福岡県にも分院を設立。九州の分院は1942年（昭和17年）に、本院も1992年（平成2年）に閉鎖された。

### 昔のハンセン病患者の風習
大正時代のことである。子を貸し屋というのが出ている。らい病患者が物乞いの中で最も収入が多いという。収入は多く、家に帰ると服を変え、酒を飲む。ばくちを打つ。乞食も子供をつれているのだが、自分の子ではない。たいてい借りっ子である。彼らの仲間に子供を貸すのを商売にしているものがいる。「今日は上を貸してくれ」「今日は銭がないので下でいい」。上というのはめくらの子供で一番同情をひき、もらいが多いので上物という。一日80銭である。中はピイピイよく泣く子。一日30銭。下は普通の子。一日20銭。本妙寺事件でつかまり、草津につれていかれた一人はこの「子を貸し屋」であった。

### 湯の沢部落
湯ノ沢地区は、草津温泉の東のはずれに位置し、湯川に沿って谷間の狭い沢地。草津温泉は1869年（明治2年）の草津大火で中心街の殆どが消失。復興のための宣伝に「ハンセン病にも効く」と記され、全国から患者が集まってきた。エルヴィン・フォン・ベルツは温泉に訪れ、多くの疾患に医学的にも有効だとしたので、後に彼の銅像が草津温泉に建てられた。
湯の沢部落では患者を相手に温泉業を営み労働者連合を作り、経済的な自立をなした。1917年（大正6年）より日本聖公会のコンウォール・リーの宗教活動、介護医療活動も始まった。1930年（昭和5年）には患者、家族を合わせて人口は1000名を超えて自由療養村（Leprosy colony)となった。栗生楽泉園が開かれ、湯ノ沢部落は1942年（昭和17年）5月に解散した。
前記文献によると、らい患者の隠蔽の手段として、四国八十八か所、熊本の本妙寺は、宗教信仰によるもの、上州草津温泉、紀州湯の峯は、家伝薬、温泉を中心とした医薬によるものに大別されるとある。
無らい県運動が強まり、国立療養所栗生楽泉園が開所された。湯の沢集落を移転、消滅させるのは大日本帝国政府の意向で、熊本の本妙寺事件のような実力行使はなかったが、反対する住民に特別高等警察が来て、脅迫したという。

### 外島保養院
外島保養院は、最初計画された場所は設置反対運動にあい、大阪府下神崎川が海に注ぐ低湿の地に1909年（明治42年）に作られた。同じ地で施設を拡張しつつあったが1934年（昭和9年）9月21日の室戸台風により、高波が侵入し文字通りの全滅の惨状を呈した。収容患者597名のうち173名、職員ならびに同家族も14名の殉難者を出した。1人は看護婦で、2階級特進し、婦長とした。患者は一時的に全国各地の療養所に分散して収容、1935年（昭和10年）8月に岡山県の長島、現瀬戸内市に移転することが決定された。新しい療養所は1938年（昭和13年）4月に開園、邑久光明園と命名された。外島保養院の跡地（川べり）にその碑がある。

### 戦争時の状況

#### 太平洋戦争と朝鮮戦争:戦争の影響と療養所の終戦時
「戦争と癩」の研究
最初に、ハンセン病の発病と太平洋戦争の関係について、終戦直後に書かれた2つの論文を中心に述べる。宮崎松記と高島重孝は1948年（昭和23年）初頭「レプラ」誌上に、別々に「戦争と癩」と題して注目すべき論文を書いた。宮崎は戦争前より軍人と癩について研究し、癩を結核と同様、軍務起因性の認定に導いた。即ち癩を発病した軍人は恩給法上、結核を発病した場合と同じ取り扱いをうけるようになった。また、軍人専門の療養所の必要性を訴え、傷痍軍人駿河療養所（現、国立駿河療養所）が設置された。宮崎は菊池恵楓園に入所した軍人について、発病にどういうストレスが作用したかを研究し（一部を挙げれば146例中、過労50例、アメーバ赤痢12例、寒冷11例、不明40例）、特に入営6か月以内の発症が多いと述べ、感染症でもストレスが影響したと主張した。高島は、今次戦争における動員数は、陸海共7,093,223名で、入所した軍人癩患者数は732名である。その動員数に対する千分比は0.13である、と公式発表数を引用した。入所しなかった者、他の病名で除隊になった者、調査もれも考えられ、毎年平均100名発生と推定するのが妥当であるとしたが、これは平時より多い数である。高島はまた、将校が兵より極端に少ない（わずか3名）ことを力説した。また高島は軍人癩の出生地を詳しく検討し、在宅患者数の多い所に軍人癩の発生が多いと述べ、感染したのは幼児期であることを示唆した。朝鮮戦争後にも、韓国においてハンセン病患者が増加したといわれる。
旧日本軍によるハンセン病患者虐殺
1943年（昭和18年）7月9日頃、当時日本の占領下であった南太平洋の環礁ナウルで、駐屯中の日本海軍第六七警備隊が現地のハンセン病患者39人をボートで海上に連れ出し、砲撃や銃撃を加えた虐殺行為があった。隔離中の患者が米軍の空襲で逃げ出すのを恐れて、警備隊の副隊長が下した命令にそって部下が行った。別の資料によると、複数回ナウル島を訪れた岡村徹は犠牲者の数ははっきりしないが、住民はこのような事実があったと聞いた。
宮古南静園の終戦
変色して黄色くなった死亡者リストに、1945年（昭和20年）には110名の記載がある。直接爆撃死は1名であるが、負傷して死亡した数名がおり、また死亡原因としては、マラリアが多いが、腎臓疾患もあり、栄養不良の影響も大きい。「戦争を乗り越えて」、「沖縄県ハンセン病証言集」、「50周年記念誌」などに記録がある。園から見える断崖に機銃を備えるための穴が見える。1945年（昭和20年）3月の空襲で、徹底的に破壊され、園には住めなくなり、「ぬすどがま」その他に入園者は四散した。職員も園を去ったが、当時の園長の前の上司は韓国で惨殺されている。入所者が終戦を知ったのは1945年（昭和20年）9月であった。終戦当時の園長は昭和22年から25年にかけて菊池恵楓園で勤務し、死亡退職した。
沖縄愛楽園の終戦
近くに特攻隊基地があり、徹底的に攻撃され、白兵戦もあったという。レパーコロニイ(Leper colony)と判ると、陸からも空からも攻撃は止んだ。米軍も気にしているとみえて、戦後何度も視察・見舞いに訪れ、写真も多数残されている。その中には「ほほえむ松葉杖の美少女」「戦争で受けた熱傷」「ハンセン病の症状」「廃墟」「診察する医師」「戸外で解剖する園長」などの写真もある。沖縄県立公文書館にて所定の手続きを経て、見ることができる。
小鹿島更生園（韓国）の終戦
終戦時、食料が粗悪になり、脱出する入所者もいた。1945年（昭和20年）8月18日に西亀三圭園長は職員に終戦の訓示をした。約300人の朝鮮人職員は自らの手で経営する主張をした。同月19日に受刑者70名が脱獄し朝鮮人職員を襲撃した。朝鮮人職員が、対岸に救いを求めたので、馳せつけた武装した朝鮮人は発砲、犠牲者は数十名に上がった。同月22日に日本軍が出動した。日本人職員は公会堂に集結し、軍と行動を共にし、麗水に出て引き上げた。

#### 国立ハンセン病療養所における終戦直後の死亡率
- 1945年と1946年は駿河療養所は除く。
- 他の年は10か所の療養所の平均。奄美和光園、沖縄愛楽園、宮古南静園を除く。

| Year | mean rate of death |
| 1945 | 14.8               |
| 1946 | 8.8                |
| 1947 | 6.6                |
| 1948 | 4.7                |
| 1949 | 4.1                |
| 1950 | 2.8                |
| 1951 | 2.2                |
| 1952 | 1.6                |
| 1953 | 1.3                |
| 1954 | 1.5                |
| 1955 | 1.6                |
| ---- | ------------------ |

#### 満州にて発病後ソ連の療養所に入った話とその後のエピソード
ソ連のイルクーツク療養所に入院した記事とその反応
入江信は幼少時、家族が多く、単身満州にいって少年開拓団に身を投じた。現地召集を受け、T型ハンセン病を発病。ソ連参戦後、捕虜になり、ソ連医師より診断、病院に入院後その後お召列車による1週間の旅行の後にバイカル湖の畔にあるイルクーツク療養所に入所した。その経験を菊池野、ついでThe Starに書いた。The Star発表1年後、イギリスの病理学者が、その療養所を作った人がイギリスの看護婦Kate Marsdenであるという投稿がだされた。ハンナ・リデルの時代である。計画時のスケッチがあり、それが入江が書いたスケッチに酷似していた。

### 患者の子供の出産と養育
全生病院においては、生まれてくる子供は最初は光田健輔が他に養育を頼んだりしていたが、費用の問題で行き詰まり、結婚は許すが精管結紮術・卵管結紮術による強制不妊手術を開始するに至った。宮古南静園では1950年から55年にかけて、子供が62人生まれたが、1991年（平成3年）にはうち56人が生存している。育児に関しては、当時の宮古群島知事と交渉したが入所者の望むシステムは叶わず、母親が園外に出て育児したり、親戚に育児を頼んだりした。一方、奄美和光園では、カトリックの影響で、一時園内で保育、その後、カトリック関係者が作った施設で保育するシステムを作り、事実上、患者は子供を産むことができた。この園内にはカトリック教徒が多かったこと、カトリックの松原若安（じょあん）事務長が園内を掌握していたこと、パトリック神父とゼローム神父の努力により、園内保育所、園外保育所（子供の家、名瀬天使園、白百合の寮）を設け、可能になったことで、日本本土からきた園長はどちらかといえば賛成させられていた。

### 戦後の韓国の状況
韓国のハンセン病療養所、患者は、戦後日本と全く違う道を辿った。ここでは、日本と比較するために、その歴史の年表と定着村運動について簡単に記す。

#### ハンセン病に関する韓国の戦後の年表
- 1945年:ソロク島に患者8,000名が収容されていた。物乞いの患者、街に溢れる。
- 1947年:モーバイルクリニック（車による診療）が柳博士により開始される。韓国らい協会、柳のリーダーシップで作られる。柳博士、希望村運動開始。プロミン導入。
- 1953年:DDS（治療薬）導入。
- 1955年:柳が外来治療開始。
- 1958年:Korean Society of Leprologists 柳が創立。
- 1959年:柳が研究所を創立。
- 1961年:らいコントロール5年計画（柳）。全国調査（柳）。中央政府の支援を得て現在の定着村へ発展（柳）。
- 1962年:WHOの参加
- 1963年:啓発雑誌 ”Vision”発刊
- 1964年:強制隔離法の廃止
- 1969年:ハンセン協会創立（患者の協会）
- 1982年:MDT（多剤併用療法）開始

#### 韓国ハンセン病界の戦後の歴史
戦後5000名ものらい患者の浮浪者が街中に溢れた。浮浪者のグループはボスにより纏められていたが、柳が説得し、1947年に21のグループのボスにより物乞い以外のことをしようと希望村運動（Hope village movement)が始まった。「希望を持つべきだ」「秩序をもつべきだ」「自助努力をしよう」とコロニーを造った。1950年の朝鮮戦争以前に16の希望村が出来たが、その運営は農業、養鶏業、ベンチュアー企業など、患者自身があたった。その後1961年に、中央政府の支援を得て、現在の定着村事業が開始された。1993年にはその数は102を数える。柳は精神的、肉体的、社会経済的なリハビリテーションの重要性を強調している。また、自分で行うこの精神的運動が社会的なスティグマを減らしている。

### 歴史的に弊害となった事項

#### らい恐怖症とらいの告知
レプラフォビア（Lepraphobia）とも呼ばれる。具体的な例としては、多くの人間が恐怖症を訴えて病院に来る、また療養所に問い合わせの電話をかけるなど、極端なものでは自殺する場合もあった。エピソードとして、療養所を訪れた人が職員に病院の場所を聞いて、職員が「外来（がいらい）ですか」と対応したとき、その「らい」を聞いて、自分はそのように進行したのかとがっかりしたこともあった。このような事象は時代の変化によりハンセン病の理解が進むにつれ少数となった。
らいの告知が非常に難しく、時には患者に自殺されることもある。東大教授でらいを研究していた太田正雄は、壮士風の傲慢な患者がこの病気が診断できないかと罵詈雑言した際に、貴方の病気はらいですと告げるとその患者はへなへなと腰がぬけたという。太田はそれでも「告げるべきではなかった」と人から言われた。

#### ハンセン病と仮病
徴兵検査を逃れるため、ハンセン病のふりをした例があった。その際は、診察時に痛覚の有無を調べる検査において、痛いといわなかったという。なお、稀な例であるが、別の病気があり、家族が希望してハンセン病療養所に入所した例もみられた。

#### ハンセン病と偽名・仮名
社会との関係でハンセン病患者が偽名・仮名を用いることは日本やアメリカでは普通であった。

#### ハンセン患者の自殺
ハンセン病患者の自殺に関しては、はっきりした数値はだされていないが、以前に多数あったものと思われる。「らい患者の告白」によると、ある女性患者が兄から自殺せよ、方法もお前で決めよといわれたことを記録している。「倶会一処」によると、多磨全生園にて自殺、事故死をあわせて死亡者の1.5%、そのうち縊死が過半数の30余人、服毒、入水などは数名とある。注意すべきものは、診断直後の自殺である。1951年（昭和26年）に山梨県で一家心中事件があった。父親がハンセン病で、その子供に一人斑紋がでて、診断をうけ、正式の方式で保健所に届けたが、保健所が漏らしたとある。父親の遺書も残されている。こういうことが以前には稀でなかったらしい。東京大学の皮膚科の医師の記述であるが、1930年（昭和5年）頃、東京大学でらいの診断がついて、翌日箱根温泉で一家心中した新聞記事があったという。最近でも1997年（平成9年）に告知1か月での通院患者の自殺が報告されている。特に慎重な対処が望まれる。

#### ハンセン病に似た病気を発病した職員に対するいじめ
星塚敬愛園の看護師が、ハンセン病によく似た病気を発病、職員からいじめ・差別を受け、結局退職させられた。最終的に近くの大学病院で亡くなり、病理解剖を受けたが、ハンセン病ではなかった。彼女は当時知られていない成人T細胞白血病であった。

#### ハンセン病にかかわる怪事件
野口男三郎事件
1902年3月、東京市内で少年が殺され、その臀肉がはぎ取られるという猟奇事件があった。野口男三郎は義兄にあたる野口寧斎が癩病に侵されているので特効薬を得ようと人肉を入手しようとしたとして起訴された。野口男三郎は、この他にも義兄の野口寧斎の殺害容疑、および別の知人の殺害容疑もかけられていた。公判廷においては、少年臀部切り取り事件と野口寧斎殺害事件には無罪の判決が下り、知人の殺害事件によって死刑が宣告された。田中香涯は完全なでっち上げとしている。礫川（こいしかわ）全次は田中の考えに完全に同意し、男三郎の別の殺人事件を利用し警察が、1）未解決の少年殺しを解決したかったか、2）当時なお隠然とおこなわれていた人体臓器に関する迷信の撲滅、あるいは人体臓器の取引犯罪の根絶と言う面でこの報道が一種のキャンペーン的役割を果たさせた、と述べた。

#### ハンセン病問題に関連した過去の制度
らい指定医制度
1953年（昭和28年）のらい予防法で設けられた制度。経験3年以上の医師を県知事が指定し、ハンセン病の診断、患者の収容その他、県知事の指示で業務を行った。主に療養所の医師が指定されたが、大学教授などが指定された場合もある。県の担当者と共に行動し、特に秘密を守り、在宅治療も行い、経済的に困窮する家族の救済にも関与した。ある大学の場合は、県の担当官が大学に患者を連れてきて、診断治療などを行った。らい予防法廃止とともにこの制度はなくなった。らい予防法がなくなり、県知事が謝罪したのは、この制度のためである。家族への援護は、生活保護に移行したが、守秘に関して問題を残した。

## ハンセン病問題に関連した機関

### 藤楓協会
藤楓協会は、救癩運動のシンボルとなった貞明皇后が1951年（昭和26年）に死去したが、高松宮を総裁として設立されたものである。藤は貞明皇后のお印、楓は昭憲皇太后のお印「わかば」からきている。高松宮は、福祉の宮として自覚し、積極的に活動した。宮が亡くなってから、高松宮妃、寬仁親王がその役割を果たした。高松宮は、適当な時期にきたら辞めるべきであるという言葉を残したが、2003年（平成15年）3月31日、藤楓協会は解散し、翌日、ふれあい福祉協会ができた。藤楓協会は皇室の「ご仁慈」を強調したが、国策、隔離政策の隠蔽に力を貸したという批判がある。当時の時代の精神もあるが、政府の予算などに縛られず、ある程度便宜をはかる機関ではあった。

### 日本財団
1962年（昭和37年）の創立以来、長らく創始者かつ初代会長の笹川良一の指導力により、特殊法人の枠を超えた独自性のある活動、特にハンセン病の偏見除去と正しい知識の啓蒙を行ってきた。以前の名称は『財団法人日本船舶振興会』である。2016年現在は、笹川良一の三男笹川陽平が日本財団の会長である。
中華人民共和国、タイ王国、インドネシアなど世界の施設に治らい剤を送り、笹川陽平は国際的にハンセン病対策の親善大使として活躍している。また、以前の日本船舶振興会時代に、日本のハンセン病療養所にも建設費などを寄付している。当時はハンセン病診療に従事する医師、看護婦に東南アジアへ国際交流に関しても協力していた。

### ハンセン病問題検証会議
ハンセン病問題検証会議は、熊本地裁判決を受け国が「ハンセン病政策の歴史と実態について、科学的、歴史的に多方面から検証を行い、再発防止の提言を行う」ことを目的として作られた検証会議である。設置されたのは2002年（平成14年）10月のことであった。実地に各園を回り、証言を聞き、検討した結果は膨大な報告書および「検証会議」(光陽出版社、2005)その他にまとめて発表されている。新たに胎児標本の報告書も出た。

### ハンセン病市民学会
ハンセン病市民学会は、「ハンセン病問題に関する検証会議」がやり残した課題もあり、熊本地裁判決を風化させないよう、2005年（平成17年）に作られた市民の学会である。交流と検証と提言が活動の3本柱である。一部の学者に任せることなく、回復者も市民もいっしょになってさまざまな課題に取り組んでいこうという趣旨である。集会と年報発行がある。インターネットを通じ情報提供を積極的に行っている。

### 日本MTL
1924年（大正13年）に東京YMCA会員、イエスの友会員全生病院訪問。1925年（大正14年）に安井てつ、元田作之進、小林正金、賀川豊彦、斉藤惣一、遊佐敏彦、光田健輔を発起人とした団体。伝道、宣伝、相談、慰問、後援、請願を目的とするが、最後の請願は隔離事業の完成を請願すとある。1941年（昭和16年）に「日本MTL」を「楓十字会」に改称。
1942年（昭和17年）に「日本救癩協会」と改称。「大東亜共栄圏における救癩」「婦人救癩戦士」の方向に向かう。1969年（昭和44年）に日本MTLも「社団法人日本キリスト教救癩協会」（JLM）と改称した。

### 財団法人三井報恩会
三井合名株式会社より1933年（昭和8年）発足。らい事業に関しては1934年（昭和9年）に設立。家屋の寄付を開始。これなしには、政府の一万人収容計画も容易になしえなかった。

### 真宗大谷派光明会
1931年（昭和6年）創立。真宗の精神により、らい撲滅を促進するとあり、積極的に国の政策に加担した。国賠訴訟の勝訴を受けて、真宗大谷派から、積極的に救済に当たらなかったことについての、反省の意を籠めた見解・声明が出された。

## ハンセン病問題に関連した文学と研究

### 文学
次の特質がある。1）ハンセン病の世界を異界とみる。2）ハンセン病文学全集の場合は、療養所に入った患者の作品のみである。患者も、療養所に入っていない場合は全集に入らない。3)日本ハンセン病文学全集の編者、加賀乙彦によると、暗いものを予想していたが、そういうのもあるが、悲惨な状況においても、ユーモアがある、社会の人への思いが表れている、書かれた時代がとても大事である、という感想を漏らしている。また、ハンセン病文学は療養所内の人の文学に限定したがよい、という意見をもっている。4)「生き甲斐」を求める場合が多い。亡くなったら側に膨大な文章が遺されたという場合もある。5）作者名が一定せず、よくわからなかったりする。6)ラフカディオ　ハーン、小川正子など、患者以外の人が書く場合もある。7)各園の雑誌に発表することは、一つの重要な柱であろう。しかし、個人で出版する人も多い。8)ハンセン病患者以外の専門家が力づけ助ける場合もある。
北条民雄
北条民雄（1914-1937）は、働く傍ら各種学校に通い、苦労した。同人誌なども手がけた。1934年（昭和9年）に21歳で全生病院に入院。絶望、不安、孤独の中で文学の世界で活路を見出す。川端康成に手紙を送り真価を認められた。「間木老人」、「いのちの初夜」、「らい院受胎」など小説、随筆を発表、文壇に確固たる地位を占めた。「いのちの初夜」は第2回文学界賞をうけた。24歳で腸結核で永眠。
島比呂志
島比呂志は、1918年（大正3年）香川県観音寺市生まれ。生物化学を専攻。1940年（昭和15年）大陸科学院勤務。1944年（昭和19年）東京農林専門学校（現東京農工大）助教授。1947年（昭和22年）大島青松園入園。翌年星塚敬愛園に転園。1958年（昭和33年）より、同人雑誌「火山地帯」を主宰。1999年（平成11年）社会復帰。独特の皮肉な筆遣いで小説を書いた。また、国賠訴訟を開始する切っ掛けを作った。西日本ハンセン病国賠裁判名誉原告団長。2003年（平成15年）3月22日逝去。享年84。
明石海人
明石海人(1901-1939)は、静岡県に生まれた。商業学校卒業後、銀行勤めをしていたが、1926年（大正15年）に二児の父になったときに発病。明石楽生病院を経て、1932年（昭和8年）には愛生園に入園。1939年（昭和14年）に歌集「白描」がベストセラーになったが、腸結核で死亡。「白描」の巻頭に書かれた「深海に生きる魚族のように、自ら燃えなければどこにも光はない」は知られている。

村越化石
村越化石（1922-2014）は、静岡県に生まれた。1938年（昭和13年）発病のため旧制中学中退。1941年（昭和16年）栗生楽泉園に入園。多くの句集を出し、受賞多数。1970年（昭和45年）に失明。1991年（平成3年）に紫綬褒章を受章。2014年（平成26年）に老衰のため死去。享年91歳。
塔和子
塔和子（1929-2013）は、愛媛県生まれ。1943年（昭和18年）発病。大島青松園に入園。1961年（昭和36年）以来詩集を26冊発行。2013年（平成25年）に死去。享年83歳。

#### 短歌
ハンセン病患者の短歌に関しては内田守人が詳しく書いている。多くの歌人の記載があるが、島田尺草、明石海人、井藤保、指導者としては加藤七三（熊本医大生化学教授）、土屋文明、松田常憲、林文雄、その他が記載されているが内田の功績が大である。なお、ハンセン病患者および回復者の歌会始めの入選はすくなくとも2回あった。「”癩いえて　園を去りゆく　若ものを　　楽ならしつつ　我ら　見送る”　東光二」「”なえし手に　手を添へもらひ　わがならす　　鐘はあしたの　空にひびかふ” 谷川秋夫」後者は1993年（平成5年）の歌会始の長島の谷川秋夫の歌だが、谷川は遠慮して歌会始に出席しなかったので、披露されなかった。
- 1960年（昭和35年）1月、歌会始詠進歌に多磨全生園の菊池寅雄（鈴木楽光）が入選した[111]。

### 記録およびエッセイ
記録：文学との境界は不明であるが、膨大な記録が患者によりなされている。一例として山田呵々子の「故郷から故郷へ」の自叙伝が挙げられる。酒井シヅは、この体験記は行儀のよくないことも記録されていると述べている。「土塀の花」も長らく愛生に連載されていたが、患者の死後発見された某大な記録で、内容からいって文学にはあたらない。早野孝義は「さつき祭り顛末記ー22年前の記憶から」において、67名のものが日本共産党主催のさつき祭りにおいて、偏見に満ちる社会のバス会社との対応とその一日を鮮やかに記録した。
エッセイ：入所者が一般社会との交流が盛んになるにつれ、一般社会の人が目に触れるようにエッセイを発表しだした。宮古南静園の親里広は1983年（昭和58年）以来、いずれも日刊新聞の宮古毎日新聞、宮古新報、沖縄タイムス、琉球新報などに122編以上のエッセイを投稿した。菊池恵楓園の関敬は熊本日日新聞などに投稿を発表し、園の雑誌「菊池野」に発表したものをまとめて出版した。

### 物語
らいを題材とした読み物のたぐいである。中世から明治・大正・昭和時代もあり、成田稔は当時の人々や、著者のらい観を表していると述べている。
しんとく丸（信徳丸・俊徳丸）正本は1648年刊。しんとく丸の義弟は家督相続に不満をいだき、しんとく丸を亡きものにするか、らいに罹れと祈る。その後の物語。

### 研究
濫救惰眠論
邑久光明園職員の森幹郎が「新しき時代の新しき療養所」と題し「楓」の1956年9月号に発表した論文である。1）らい予防法には退所の規定がないが、らいを感染させない入所者をそのまま入所されるのは行政の濫救である。2）行政の濫救は入所者を惰眠にする、3)行政の濫救と入所者の惰眠を解決するには 療養所を再編成して1）病院2）中間施設（コロニー）、身体障害者施設、養老院にする。この意見は1950年代の後半に、全国の療養所の論壇を賑ぎあわせた。反対派は感情的になり、惰眠を惰民と書き語るに落ちた、と森は書いている。「全患協運動史」でも取り上げているが、真剣な検討にはなっていなかったようだ。森はその後、厚生省や大学に転じた。なおこの問題については、2007年（平成19年）の第2回ハンセン病資料セミナーにおいて、詳しく論じられたが、発表当時あまりに先端すぎて、全患協の理解が得られなかった。
らい感染説
日本らい史の最初に日本人がらい感染を最初に言い出したという記録がある。勅命により天長10年（833年）、清原夏野ら12人によって編まれた「令義解」に、「悪疾所謂白癩、此病有虫食五臓。或眉睫堕落或鼻柱崩壊、或語声嘶変或支節解落也、亦能注染於傍人。故不可与人同床也。」の記述がある。この中でハンセン病は慢性の感染病とあるとしている。一方、光田健輔は、寺院などにたむろしている物乞いをしている患者などを観察して、疥癩、即ち癩に疥癬が合併していたので伝染という結論が導き出されたと主張した。
療養所で使われた特殊貨幣
菌の伝播を防ぐ意味で、ハンセン病療養所、コロニーだけで流通させる貨幣が使用された歴史があった。

## 参考書

### 歴史関係
- 山本俊一『日本らい史』東京大学出版会　1993年／1997年（増補）
- 藤野豊『いのちの近代史』かもがわ出版　2001年 ISBN 4-87699-587-7.
- 藤野豊編『ハンセン病問題資料集成』戦後編第4巻 戦後無らい県運動 不二出版　ISBN 4-8350-5189-0
- 藤野豊編『ハンセン病問題資料集成』第5巻「竜田寮児童通学問題1」、第6巻「竜田寮児童通学問題2」
- 藤野豊編『ハンセン病問題資料集成』補巻6「私立療養所」、補巻3「本妙寺事件/九州療養所関係」
- 入所者協議会編 『復権への日月』光陽出版社 2001年
- 多磨全生園自治会『倶会一処』一光社 1979年
- 愛生園自治会『曙の潮風』1998年
- 国立療養所菊池恵楓園入所者自治会『壁をこえて 自治会八十年の軌跡』菊池恵楓園入所者自治会 2006年 ISBN 4-87755-232-4
- 星塚敬愛園『名もなき星たちよ』 1985年
- 『閉ざされた島の昭和史、国立療養所大島青松園入園者自治会50年史』 1981年
- 栗生楽泉園『風雪の紋 栗生楽生園患者50年史』 1982年
- 熊本日日新聞社編『検証 ハンセン病史』河出書房新社 ISBN 4-309-24307-X
- 内田博文『ハンセン病検証会議の記録』明石書店 2006年 ISBN 4-7503-2294-6
- 佐久間温巳『夏炉冬扇』 1997年
- Boyd J:『ハンナ・リデル』 1995年
- 全国ハンセン氏病患者協議会編『全患協運動史』一光社 1977年／復刻 2002年
- トニー・グールド『世界のハンセン病現代史』明石書店 2009年 ISBN 978-4-75032908-6
- 南博、岡田靖雄、酒井シヅ編集『近代庶民生活誌 20 病気・衛生』三一書房 1995年 - 精神病とハンセン病に関する記述は参考になる。
- 森幹郎『ハンセン病史上のキリスト者たち 足跡は消えても』ヨルダン社 1996年 ISBN 4-8428-0214-6
- 内田守編『ユーカリの実るを待ちて』リデル・ライト記念老人ホーム 1976年、1990年
- 光田健輔『回春病室』朝日新聞社 1950年
- 成田稔『日本のらい対策から何を学ぶか』明石書店 2009年 ISBN 978-4-7503-3000-6
- 藤野豊『戦争とハンセン病』吉川弘文館 2010年 ISBN 978-4-642-05687-8
- 加藤尚子『山の中の小さな園にて もう一つのハンセン病史』医療文化社 2005年　ISBN 4-902122-15-4
- Julia Boyd Hannah Riddell, An Englishwoman in Japan, Charles E Tuttle Company, ISBN 0-8048-2049-X, 1996.

### 教科書
- 斉藤肇ら編集『ハンセン病医学　基礎と臨床』東海大学出版会 1997年 ISBN 4-486-03112-1
- 牧野正直ら『総説 現代ハンセン病医学』東海大学出版会 2007年 ISBN 978-4-486-01749-3
- 佐藤三郎ら『日本皮膚科全書』第9巻「らい」 金原出版株式会社 第1刷 1954年
- Makino M Leprosy, Science working towards dignitiy   Tokai University Press, ISBN 978-4-486-01882-7, 2011.
- ウイリアム・ジョップリング Handbook of Leprosy Fourth edition. McDougall,A.C. Heinemann Professional Publishing, 1988. Fifth edition. 1996.ISBN 81-239-0426-6
- 和泉眞蔵『医者の僕にハンセン病が教えてくれたこと』株式会社シービーアール 2005年 ISBN 4-902470-25-X

### その他
- 『ハンセン病文学全集』皓星社 2002年 ISBN 4-7744-0390-3
  - 第1巻「小説一」加賀乙彦編集
  - 第2巻「小説二」加賀乙彦編集
  - 第3巻「小説三」加賀乙彦編集
  - 第4巻「記録随筆」鶴見俊輔編集
  - 第5巻「評論・評伝」大谷藤郎編集
  - 第6巻「詩一」大岡信編集
  - 第7巻「詩二」大岡信編集
  - 第8巻「短歌」大岡信編集
  - 第9巻「俳句・川柳」大岡信編集
  - 第10巻「児童作品」鶴見俊輔編集
- らい予防法改正研究委員会、全国国立療養所ハンセン氏病患者協議会『ハンセン氏病の新しい知識』1963年6月 - 「臨床と予防行政」には当時の園長、医務部長、医務課長（副園長に相当する）のアンケートがあり、参考になる。